# Craig Adams (músico)
Craig David Adams (n. 4 de abril de 1962, Otley, West Yorkshire, Inglaterra) es un músico y compositor inglés, conocido por ser uno de los miembros fundadores de la banda de rock gótico The Mission y por haber sido bajista de The Sisters of Mercy y The Cult.

## Carrera
Nació en la localidad inglesa de Otley pero se crio en Leeds, en donde dejó el colegio para comenzar una carrera musical. En 1980 se inició en la música como tecladista de la banda local The Expelaires, pero su interés por el bajo era mayor por lo que dejó la agrupación para aprender este instrumento. En 1981 en un bar conoció a Andrew Eldritch quién lo invitó a participar en The Sisters of Mercy. En aquella agrupación conoció además al guitarrista Wayne Hussey, quienes decidieron retirarse en 1985 para crear su propio grupo.
En 1985 fundaron The Sisterhood pero por problemas legales con Andrew decidieron cambiar de nombre a The Mission en 1986. En 1987 y durante una gira por los Estados Unidos se quebró la mano, siendo reemplazado por Pete Turner durante algunas presentaciones. En 1992 es expulsado de la banda por Wayne por diferencias musicales y por su mala actitud para con The Mission. Al año siguiente ingresó a The Cult en donde permaneció hasta 1995 luego de la separación de ellos.
En 1999 junto a Wayne decidieron resucitar The Mission, pero luego de algunos nuevos discos de estudio se retiró voluntariamente mientras estaban de gira por Brasil. Luego de algunos meses alejado de la escena musical se unió a los británicos The Alarm permaneciendo hasta el día hoy. Paralelo a ello también participa en las bandas Spear of Destiny y Theatre of Hate.
En 2011 y con la conmemoración del 25° aniversario de The Mission volvió a unirse a ellos permaneciendo hasta hoy en día.

## Discografía
| - 1986: God's Own Medicine - 1987: The First Chapter - 1988: Children - 1990: Carved in Sand - 1990: Grains of Sand - 2001: Aura - 2013: The Brightest Light - 2016: Another Fall From Grace - 1994: The Cult | - 1985: First and Last and Always - 2007: Imperial Prototype - 2010: Omega Point |